# Edward Seymour (16e duc de Somerset)
Pour les articles homonymes, voir Edward Seymour.
Edward Hamilton Seymour (12 mai 1860  – 5 mai 1931) est le fils du révérend Francis Payne Seymour et de Jane Margaret Dallas. Son père est l'arrière-petit-fils de Lord Francis Seymour. Il est aussi baronnet.

## Biographie
Il fait ses études à la Blundell's School et au Royal Military College de Sandhurst et rejoint les Fusiliers Royaux de Dublin en 1880. Il est transféré au département des munitions de l'armée en 1896, et promu major (officier d'artillerie, 3e classe) le 7 avril 1898. En 1900, il sert au Dépôt de vêtements de l'armée royale, avec le grade temporaire de lieutenant-colonel (officier d'ordonnance, 2e classe) à partir du 4 janvier 1900. Il est finalement inspecteur des services de munitions de l'armée et prend sa retraite de l'armée en 1918. Il établit sa prétention au duché en 1925, Algernon St Maur (15e duc de Somerset) étant mort sans descendance en 1923. Il est l'arrière-arrière-petit-fils du très révérend Lord Francis Seymour, quatrième et plus jeune fils d'Edward Seymour (8e duc de Somerset).
Le 28 juillet 1881, Seymour épouse Rowena Wall, fille de George Wall, de Colombo, Ceylan. Ensemble, ils ont un fils: Evelyn Seymour (17e duc de Somerset), né le 1er mai 1882. Rowena est décédée le 13 novembre 1950.